# Gare du Campinaire
La gare du Campinaire est une gare ferroviaire belge de la ligne 130, de Namur à Charleroi, située sur le territoire de la commune de Farciennes dans la province de Hainaut en région wallonne.
En 1862, l'administration des chemins de fer de l'État belge fait de la halte du Campinaire une gare à part entière. 
C'est une halte voyageurs de la Société nationale des chemins de fer belges (SNCB) desservie par des trains du réseau suburbain de Charleroi (trains S).

## Situation ferroviaire
Établie à 102 mètres d'altitude, la gare du Campinaire est située au point kilométrique (PK) 27,700 de la ligne 130, de Namur à Charleroi, entre les gares ouvertes de Farciennes et de Châtelet.

## Histoire

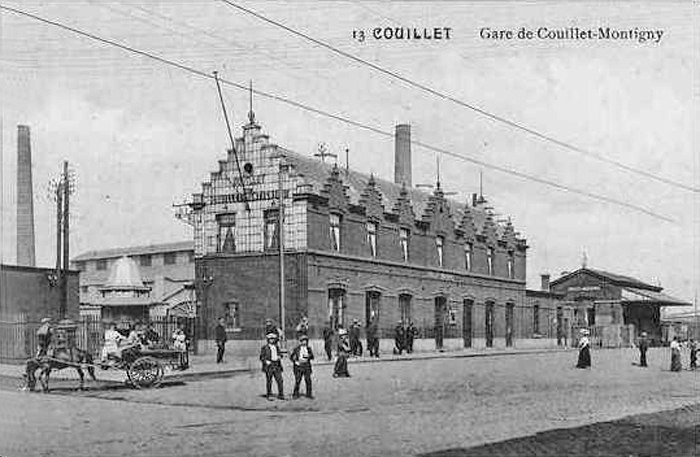
Le bâtiment de la gare de Couillet-Montignies était identique à celui du Campinaire.

Une halte existait déjà à Farciennes depuis 1847. Sa situation exiguë rendait impossible l'expansion des installations pour la réception et le chargement des marchandises.
L'Arrêté royal du 18 juillet 1852 autorise l'établissement d'une halte desservant les charbonnages du Roton et de Masse-Saint-François. La même année, un raccordement ferroviaire avait été établi par la société du Roton. Implanté au lieu-dit "Fond du Ban" sur le territoire de la commune de Farciennes, cette halte, dépourvue de bureau à l'origine, prend son nom du passage à niveau traversant la route du Campinaire à Châtelet.
La halte du Campinaire, déjà exploitée par l'administration des chemins de fer de l'État belge, accède au statut de gare le 6 janvier 1862.
Elle est dotée d'un bâtiment standard dit "à pignons à redents" de sept travées, identique à de nombreuses gares de la ligne (re)construites à cette époque (Floreffe, Auvelais, Couillet-Montignies, etc.). Dans sa configuration au début du XXe siècle, le Campinaire dispose d'un quai (trottoir) attenant au bâtiment et d'un autre plus modeste dans l'entraxe entre les deux voies. Son vaste bâtiment est disposé en retrait des bâtiments du garde-barrière et un tiroir de manœuvres du triage de Châtelineau fait face aux quais.
La gare de formation de Châtelineau ne cessant de grandir au cours du XXe siècle, la tête sud de ses faisceaux finira par arriver à la hauteur de la gare du Campinaire. Son grand bâtiment aurait disparu au milieu des années 1950 au profit d'un petit édicule sur le quai menant au pont routier.
La cour à marchandises ferme en 1983 ; le petit bâtiment servant de guichet a également disparu.

## Service des voyageurs

### Accueil
Halte SNCB, c'est un point d'arrêt non géré (PANG) à accès libre.
L'accès à l'unique quai central se fait par un escalier le reliant au pont routier qui surplombe les voies.

### Desserte
Le Campinaire est desservie par des trains suburbains (S) de la SNCB de la ligne S61 du RER de Charleroi, qui effectuent des missions sur la ligne commerciale 130 Charleroi - Namur..
En semaine, la gare possède deux dessertes par heure : des trains S61 entre Jambes, Namur, Ottignies et Wavre, via Charleroi et des trains S61 limités au trajet Jambes - Charleroi-Central.
Aucun train ne s'arrête au Campinaire les week-ends et jours fériés.

### Intermodalité
Le stationnement des véhicules n'est pas possible à proximité immédiate de l'accès.

## Comptage voyageurs
Le graphique et le tableau montrent le nombre de passagers qui en moyenne embarquent durant la semaine, le samedi et le dimanche.
| Nombre de voyageurs qui embarquent à la gare de Le Campinaire | Nombre de voyageurs qui embarquent à la gare de Le Campinaire | Nombre de voyageurs qui embarquent à la gare de Le Campinaire | Nombre de voyageurs qui embarquent à la gare de Le Campinaire |
|                                                               | Semaine                                                       | Samedi                                                        | Dimanche                                                      |
| ------------------------------------------------------------- | ------------------------------------------------------------- | ------------------------------------------------------------- | ------------------------------------------------------------- |
| 1977                                                          | 444                                                           | 144                                                           | 77                                                            |
| 1978                                                          | 400                                                           | 135                                                           | 78                                                            |
| 1979                                                          | 451                                                           | 111                                                           | 75                                                            |
| 1980                                                          | 343                                                           | 130                                                           | 78                                                            |
| 1981                                                          | 377                                                           | 106                                                           | 48                                                            |
| 1982                                                          | 218                                                           | 55                                                            | 33                                                            |
| 1983                                                          | 298                                                           | 58                                                            | 44                                                            |
| 1984                                                          | 170                                                           | 34                                                            | 24                                                            |
| 1985                                                          | 189                                                           | 38                                                            | 29                                                            |
| 1986                                                          | 161                                                           | 19                                                            | 18                                                            |
| 1987                                                          | 179                                                           | 32                                                            | 27                                                            |
| 1988                                                          | 102                                                           | 12                                                            | 8                                                             |
| 1989                                                          | 112                                                           | 8                                                             | 13                                                            |
| 1990                                                          | 61                                                            | 17                                                            | 10                                                            |
| 1991                                                          | 87                                                            | 17                                                            | 10                                                            |
| 1992                                                          | 69                                                            | 12                                                            | 9                                                             |
| 1993                                                          | 76                                                            | 14                                                            | 11                                                            |
| 1994                                                          | 79                                                            | 1                                                             | -                                                             |
| 1995                                                          | 69                                                            | -                                                             | -                                                             |
| 1996                                                          | 78                                                            | -                                                             | -                                                             |
| 1997                                                          | 80                                                            | -                                                             | -                                                             |
| 1998                                                          | 81                                                            | -                                                             | -                                                             |
| 1999                                                          | 89                                                            | -                                                             | -                                                             |
| 2000                                                          | 91                                                            | -                                                             | -                                                             |
| 2001                                                          | 75                                                            | -                                                             | -                                                             |
| 2002                                                          | 84                                                            | -                                                             | -                                                             |
| 2003                                                          | 77                                                            | -                                                             | -                                                             |
| 2004                                                          | 78                                                            | -                                                             | -                                                             |
| 2005                                                          | 68                                                            | -                                                             | -                                                             |
| 2006                                                          | 62                                                            | -                                                             | -                                                             |
| 2007                                                          | 60                                                            | -                                                             | -                                                             |
| 2008                                                          | -                                                             | -                                                             | -                                                             |
| 2009                                                          | 70                                                            | -                                                             | -                                                             |
| 2010                                                          | -                                                             | -                                                             | -                                                             |
| 2011                                                          | -                                                             | -                                                             | -                                                             |
| 2012                                                          | 64                                                            | -                                                             | -                                                             |
| 2013                                                          | 56                                                            | -                                                             | -                                                             |
| 2014                                                          | 54                                                            | -                                                             | -                                                             |
| 2015                                                          | 44                                                            | -                                                             | -                                                             |
| 2016                                                          | 54                                                            | -                                                             | -                                                             |
| 2017                                                          | 59                                                            | -                                                             | -                                                             |
| 2018                                                          | 60                                                            | -                                                             | -                                                             |
| 2019                                                          | 73                                                            | -                                                             | -                                                             |
| 2020                                                          | 41                                                            | -                                                             | -                                                             |
| 2021                                                          | -                                                             | -                                                             | -                                                             |
| 2022                                                          | 81                                                            | -                                                             | -                                                             |
| 2023                                                          | 146                                                           | -                                                             | -                                                             |
| 2024                                                          | 137                                                           | -                                                             | -                                                             |